# Stari Log, Kočevje
Stari Log (nemško Altlag) je naselje v občini Kočevje.